# Iefke van Belkum
Iefke van Belkum, née le 22 juillet 1986 à Leyde, est une joueuse de water-polo néerlandaise.

## Carrière
Iefke van Belkum est sacrée championne olympique aux Jeux d'été de 2008 à Pékin. Elle est aussi médaillée de bronze au Championnat d'Europe de water-polo féminin 2010 à Zagreb.